# 래클런 머독
래클런 머독(영어: Lachlan Murdoch, 1971년 9월 8일 ~ )은 영국의 기업인이다. 2011년부터 2017년까지 텐 네트워크 홀딩스의 CEO를 맡은 바 있다.